# 卡斯特洪 (昆卡省)
卡斯特洪，是西班牙卡斯蒂利亚-拉曼恰昆卡省的一个市镇。总面积44平方公里，总人口213人（2001年），人口密度5人/平方公里。